# Катастрофа Falcon 50 в аэропорту Внуково
Катастрофа Falcon 50 в аэропорту Внуково — авиационная катастрофа, произошедшая 20 октября 2014 года. Частный самолёт Dassault Falcon 50 EX авиакомпании Unijet выполнял пассажирский рейс № 074P по маршруту Москва—Париж, но во время разбега по ВПП столкнулся с снегоуборочной машиной, после чего опрокинулся, упал и загорелся. Погибли все находившиеся на его борту 4 человека (3 члена экипажа и 1 пассажир). В катастрофе погиб генеральный директор Total Кристоф де Маржери.

## Самолёт
Самолёт Dassault Falcon 50EX, бортовой номер F-GLSA, серийный 348, первый полёт совершил в ноябре 2006 года. На момент катастрофы находился в эксплуатации 7 лет и 11 месяцев. Самолёт принадлежал частному лицу и находился в операционном лизинге у французской компании «Unijet», специализирующейся на оказании услуг в области деловой авиации.

## Хронология событий
20 октября 2014 года в 23:57 МСК в московском аэропорту «Внуково» при выполнении взлёта c ВПП 06 (магнитный курс взлёта 58 градусов) при разбеге самолёт столкнулся с аэродромной снегоуборочной машиной, в результате чего произошло разрушение и возгорание воздушного судна.
На борту находились 4 гражданина Франции: два пилота, бортпроводник и главный управляющий крупной нефтегазовой компанией «Total» Кристоф де Маржери. Все они погибли. Возбуждено уголовное дело, проведено следствие, дело рассматривал Солнцевский районный суд Москвы.

## Реакция
Компания Total подтвердила факт гибели главы компании в авиакатастрофе во Внукове.
Ряд депутатов Государственной думы РФ рассматривают авиакатастрофу во Внукове, в которой погиб гендиректор «Total» Кристоф де Маржери, как сильный удар по имиджу страны. В частности, по словам первого зампреда комитета Госдумы по экономической политике, инновационному развитию и предпринимательству, члена фракции «Справедливая Россия» Михаила Емельянова, Кристоф де Маржери «был последовательным сторонником сотрудничества с РФ, он входил в элиту мирового бизнеса, и то, что он на территории РФ погиб таким нелепым образом, не прибавляет популярности нашей стране». Также депутаты высказывают опасения, что его смерть может отрицательно сказаться на взаимоотношениях с концерном «Total».
Гендиректор аэропорта Внуково Андрей Дьяков и его заместитель Сергей Солнцев подали в отставку. Отставка была принята советом директоров 23 октября 2014 года.
По итогам анализа законодательства в сфере безопасности воздушного движения были приняты решения о реализации ряда мероприятий, в том числе — введения обязательного послесменного медицинского осмотра работников наземных авиаслужб.

## Расследование
25 октября 2016 года специальная комиссия Межгосударственного авиационного комитета (МАК) завершила двухлетнее расследование причин катастрофы.
Согласно отчёту, причинами катастрофы стали следующие факторы:
- отсутствие должного контроля со стороны руководителя смены аэродромной службы, в организме которого обнаружен алкоголь, за проведением работ на лётном поле;
- отсутствие доклада службе управления воздушным движением и запроса водителя снегоочистителя при потере визуального контакта со снегоочистителем;
- потеря водителем снегоочистителя, в организме которого обнаружен алкоголь, ориентировки при выполнении работ на лётном поле, приведшая к несанкционированному выезду и остановке на рабочей взлётно-посадочной полосе;
- непринятие водителем снегоочистителя мер по установлению связи с руководителем смены аэродромной службы или специалистами службы УВД при потере ориентировки;
- недостаточная эффективность мероприятий по снижению рисков в части несанкционированных выездов на взлётно-посадочную полосу с учётом особенностей аэродрома;
- неэффективная организация работы с подсистемой обзора и контроля лётного поля «A3000 A-SMGCS» во Внуковском центре обслуживания воздушного движения;
- отсутствие в авиакомпании «Unijet» рекомендаций экипажу по действиям в случае появления посторонних объектов на взлётно-посадочной полосе;
- непринятие экипажем мер по прекращению взлёта после информации первого пилота о «машине, которая пересекает дорогу»;
- невозможность управлять носовым колесом самолёта с места второго пилота, которому было передано управление непосредственно во время разбега воздушного судна[8].

## Уголовное дело

### Следствие
Расследование вел центральный аппарат Следственного комитета РФ.
Следственным комитетом предъявлены обвинения по статье 263 УК РФ водителю снегоуборочной машины Владимиру Мартыненко, ведущему инженеру аэродромной службы «Внуково» Владимиру Леденеву (он руководил снегоуборочными работами), руководителю полетов аэропорта Роману Дунаеву, диспетчеру-стажёру Светлане Кривсун и диспетчеру Александру Круглову, руководившим воздушным движением в момент авиакатастрофы. Никто из них не признал вину. Подозреваемые были арестованы, Кривсун и Дунаев отправлены под домашний арест. Из-за сложности с получением медицинской помощи под домашним арестом Кривсун потеряла ребёнка. 21 сентября 2015 года в связи с истечением срока содержания под стражей все обвиняемые были освобождены из-под ареста. В январе 2016 года обвинения с Кривсун были сняты.
Расследование авиационных обстоятельств велось Межгосударственным авиационным комитетом на основании приложения № 13 «Расследование авиационных происшествий и инцидентов» к «Конвенции о международной гражданской авиации».

### Суд
В июле 2017 года Солнцевский районный суд Москвы признал виновными Мартыненко и Леденева, назначив им 4 и 3 года лишения свободы соответственно. Этим же приговором оба осужденных были освобождены от наказания по амнистии со снятием судимости. Материалы в отношении Дунаева, Архиповой и Круглова выделены в отдельное производство и возвращены судом в прокуратуру. Приговор в отношении Мартыненко и Леденева обжалован в Мосгорсуд в связи с многочисленными нарушениями норм УПК РФ. Судья Мосгорсуда Шарапова Н. В., передавая дело на рассмотрение Президиума, усмотрела около десятка нарушений норм УПК РФ при вынесении приговора.
22 мая 2018 года Президиум Мосгорсуда, несмотря на возражения прокурора и остальных участников судебного процесса, согласился с кассационной жалобой адвоката потерпевшего Патрика Вервеля и отправил его иск к аэропорту «Внуково» в Солнцевский районный суд города Москвы для рассмотрения по существу.
14 августа 2018 года в Солнцевском районном суде города Москвы аэропорт «Внуково» согласился выплатить компенсацию потерпевшему Патрику Вервелю, в связи с чем производство по делу было завершено. Сумму компенсации стороны не разглашают.